# Hopkinton (Iowa)
Hopkinton – miasto w Stanach Zjednoczonych, w stanie Iowa, w hrabstwie Delaware. W 2000 liczyło 681 mieszkańców.